# Eriosyce megliolii
Eriosyce megliolii là một loài thực vật có hoa trong họ Cactaceae. Loài này được (Rausch) Ferryman mô tả khoa học đầu tiên năm 2005.